# Margaret Hoelzer
Margaret Hoelzer (Huntsville, 30 marzo 1983) è un'ex nuotatrice statunitense.
Specializzata nella distanza dei 200 m dorso, ha vinto tre medaglie ai Giochi olimpici di Pechino 2008: argento nei 200 m dorso e nella Staffetta 4x100 m misti (nuotando solo in batteria) e il bronzo nei 100 m dorso.
Ad Atene 2004 si era classificata 5ª nei 200 m dorso.
È stata primatista mondiale dei 200 m dorso e della staffetta 4x100 m misti.

## Palmarès
- Olimpiadi

Pechino 2008: argento nei 200m dorso e nella 4x100m misti e bronzo nei 100m dorso.
- Mondiali

Barcellona 2003: oro nella 4x200m sl e argento nei 200m dorso.
Montreal 2005: argento nei 200m dorso.
Melbourne 2007: oro nei 200m dorso e nella 4x200m sl.
- Mondiali in vasca corta

Indianapolis 2004: oro nei 200m dorso.
Shanghai 2006: oro nei 200m dorso, argento nella 4x100m misti e bronzo nella 4x200m sl.
Manchester 2008: oro nella 4x100m misti e bronzo nei 200m dorso.
- Giochi PanPacifici

Yokohama 2002: oro nei 200m dorso.
Victoria 2006: argento nei 200m dorso.